# Уткин, Пётр Васильевич
Уткин Пётр Васильевич (21 декабря 1897 — 2 мая 1971) — советский военачальник, генерал-майор интендантской службы (04.06.1940), начальник тыла 54-й армии и оперативной группы Северо-Западного фронта, начальник штаба тыла Калининского фронта, начальник тыла Центрального фронта ПВО. Участник Гражданской, Великой Отечественной войн.

## Биография
Пётр Васильевич Уткин родился 21 декабря 1897 года в селе Ульянкове Татарской АССР.
13 сентября 1918 года вступил в ряды РККА.
В 1920 году вступил в РКП(б).
Пётр Васильевич Уткин окончил Омскую высшую военную школу в 1921 году.
В период с 1923 по 1925 года преподаватель в различных военных школах.
В 1932 году Пётр Васильевич Уткин окончил Военную академию РККА имени М. В. Фрунзе
В мае 1932 года Пётр Васильевич Уткин назначен исполняющим обязанности начальника этапно-транспортной службы штаба 3-го кавалерийского корпуса.
С февраля 1935 по август 1937 года был сперва помощником, а потом стал начальником 5-го отдела штаба Белорусского военного округа.
В июне 1939 года Пётр Васильевич Уткин назначен начальником 12-го отдела Управления устройства тыла и снабжения Генштаба РККА.
31 декабря 1939 года указом Президиума ВС СССР за выслугу лет награждён орденом Красной Звезды.
4 июля 1940 года повышен в звании до генерал-майора интендантской службы.
В марте-ноябре 1940 года назначен начальником отдела планирования и интендантского снабжения Управления устройства тыла и снабжения Генштаба Красной Армии.
В годы Великой Отечественной войны занимал должность начальника тыла 54-й армии, начальником штаба тыла Калининского фронта, тыла авиации дальнего действия и Центрального фронта ПВО.
19 августа 1944 года награждён орденом Отечественной войны II степени.
3 ноября 1944 года награждён орденом Красного Знамени.
21 февраля 1945 года награждён орденом Ленина.
9 мая 1945 года награждён медалью «За победу над Германией в Великой Отечественной войне 1941–1945 гг.»
20 июля 1949 года за выслугу лет награждён орденом Красного Знамени во второй раз.
После Великой Отечественной войны Пётр Васильевич Уткин вернулся к преподаванию, занимая должность старшего преподавателя Военной академии Генштаба ВС СССР.
В отставке с 1961 года. 
Скончался 2 мая 1971 года. Похоронен в Москве на Новодевичьем кладбище.

## Награды
- Орден Красной Звезды (31.12.1939)
- Орден Отечественной войны II степени (19.08.1944)
- Орден Красного Знамени (03.11.1944)
- Орден Ленина (21.02.1945)
- Орден Красного Знамени (20.06.1949)
- Медаль «За победу над Германией в Великой Отечественной войне 1941–1945 гг.» (09.05.1945)